# Cuartică plană
În geometria algebrică o cuartică plană este o curbă plană de gradul al patrulea. Poate fi definită printr-o ecuație de gradul al patrulea în două variabile (bivariată}:
{\displaystyle Ax^{4}+By^{4}+Cx^{3}y+Dx^{2}y^{2}+Exy^{3}+Fx^{3}+Gy^{3}+Hx^{2}y+Ixy^{2}+Jx^{2}+Ky^{2}+Lxy+Mx+Ny+P=0,}
cu cel puțin unul dintre coeficienții A, B, C, D, E diferit de zero. Această ecuație are 15 constante. Totuși, înmulțirea cu orice constantă diferită de zero nu modifică curba. Astfel, prin alegerea unei constante adecvate de înmulțire, oricare dintre coeficienți poate fi făcut 1, lăsând doar 14 constante. Prin urmare, spațiul curbelor cuartice poate fi identificat cu spațiul proiectiv real⁠(d) {\displaystyle \mathbb {RP} ^{14}.} De asemenea, din teorema lui Cramer asupra curbelor algebrice, rezultă că există exact o cuartică care trece printr-un set de 14 puncte diferite aflate în poziția generală, deoarece o cuartică are 14 grade de libertate.
O cuartică poate avea maximum:
- 4 componente conexe;
- 28 de bitangente
- 3 puncte duble ordinare.

Se pot considera cuartice și peste alte corpuri (sau chiar inele), de exemplu peste numerele complexe. În acest fel, se obțin suprafețe Riemann⁠(d), care sunt obiecte unidimensionale în {\displaystyle \mathbb {C} ,} dar sunt bidimensionale în {\displaystyle \mathbb {R} .} Un exemplu este cuartica Klein⁠(d). În plus, se pot considera curbele din planul proiectiv⁠(d) date de polinoame omogene.

## Exemple
Diverse combinații de coeficienți din ecuația de mai sus dau naștere la diferite familii importante de curbe, așa cum sunt enumerate mai jos.

Curbă ampersand

| - Bicorn - Cuartică punctiformă⁠(d) - Oval cartezian⁠(d) - Oval Cassini⁠(d) - Hipocicloida lui Steiner⁠(d) - Campila lui Eudoxus⁠(d) - Cuartica Klein⁠(d) - Cuartica Lüroth⁠(d) | - Lemniscată - Lemniscata lui Bernoulli - Lemniscata lui Booth⁠(d) - Lemniscata lui Gerono⁠(d) - Melcul lui Pascal - Secțiune spirică⁠(d) - Squircle⁠(d) - Secțiune torică⁠(d) - Curba Trott |

### Curba ampersand
Curba ampersand este o cuartică plană dată de ecuația:
{\displaystyle \ (y^{2}-x^{2})(x-1)(2x-3)=4(x^{2}+y^{2}-2x)^{2}.}
Este de genul zero, cu trei puncte duble ordinare, toate în planul real.

Curbă bob de fasole

### Curba bob de fasole
Curba bob de fasole este o cuartică plană dată de ecuația:
{\displaystyle x^{4}+x^{2}y^{2}+y^{4}=x(x^{2}+y^{2}).\,}
Este de genul zero. Are o singularitate în origine, un punct triplu ordinar.

Curbă bicuspidă

### Curba bicuspidă
Curba bicuspidă este o cuartică plană dată de ecuația:
{\displaystyle (x^{2}-a^{2})(x-a)^{2}+(y^{2}-a^{2})^{2}=0\,}
unde a determină mărimea curbei.
Curba bicuspidă are două puncte de întoarcere, prin urmare este de genul 1.

Curbă nod

### Curba nod
Curba nod este o cuartică plană dată de ecuația:
{\displaystyle x^{4}=x^{2}y-y^{3}.\,}
Curba nod are un singur punct triplu în x=0, y=0, prin urmare este o curbă rațională de genul zero.

### Curba cruciformă
Curba cruciformă este o cuartică plană dată de ecuația:
{\displaystyle x^{2}y^{2}-b^{2}x^{2}-a^{2}y^{2}=0\,}
unde a și b sunt doi parametri care determină forma curbei.
Curba cruciformă este legată printr-o transformare pătratică standard, x ↦ 1/x, y ↦ 1/y a elipsei a2x2 + b2y2 = 1, deci este o curbă algebrică⁠(d) plană rațională de genul zero. Curba cruciformă are trei puncte duble în planul proiectiv real⁠(d), în x=0 și y=0, x=0 și z=0 și y=0 și z=0.
Deoarece curba este rațională, poate fi parametrizată prin funcții raționale. De exemplu, dacă a=1 și b=2, atunci
{\displaystyle x=-{\frac {t^{2}-2t+5}{t^{2}-2t-3}},\quad y={\frac {t^{2}-2t+5}{2t-2}}}
parametrizează punctele de pe curbă în afara cazurilor excepționale în care un numitor este zero.

Secțiune spirică

### Secțiunea spirică
Secțiunile spirice pot fi definite drept curbe cuartice bicirculare care sunt simetrice față de axele x și y. Secțiunile spirice sunt cuprinse în familia secțiunilor torice⁠(d) și cuprind familia hipocicloidelor lui Steiner⁠(d) și familia ovalelor Cassini⁠(d). Numele provine din σπειρα care în greaca veche înseamnă tor.
Ecuația carteziană poate fi scrisă ca:
{\displaystyle (x^{2}+y^{2})^{2}=dx^{2}+ey^{2}+f,}
iar ecuația în coordonate polare ca:
{\displaystyle r^{4}=dr^{2}\cos ^{2}\theta +er^{2}\sin ^{2}\theta +f.\,}

### Trifoliul
Trifoliul este o cuartică plană cu ecuația:
{\displaystyle x^{4}+2x^{2}y^{2}+y^{4}-x^{3}+3xy^{2}=0.}
Rezolvând în funcție de y, curba poate fi descrisă de următoarea funcție:
{\displaystyle y=\pm {\sqrt {\frac {-2x^{2}-3x\pm {\sqrt {16x^{3}+9x^{2}}}}{2}}},}
unde cele două apariții ale lui ± sunt independente una de cealaltă, dând până la patru valori distincte ale lui y pentru fiecare x.
Ecuația parametrică a curbei este:
{\displaystyle x=\cos(3t)\cos t,\quad y=\cos(3t)\sin t.}
În coordonate polare (x = r cos φ, y = r sin φ) ecuația este
{\displaystyle r=\cos(3\varphi ).}
Este un caz particular de rozetă⁠(d) cu k = 3.
Această curbă are un punct triplu în origine (0, 0) și trei tangente duble.